# Keramische Werkstatt am Bauhaus

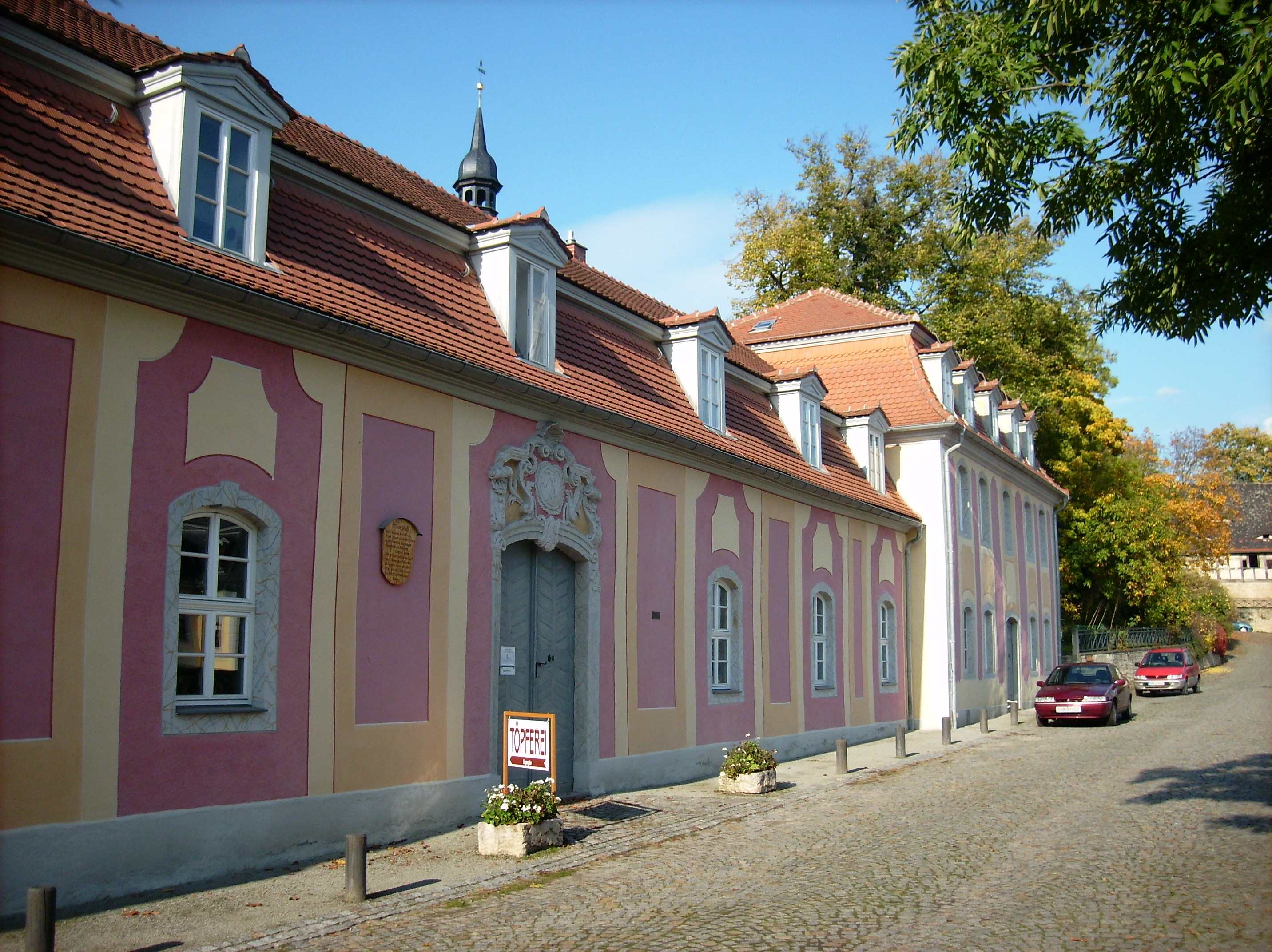
Sitz der Werkstatt im Marstall der Dornburger Schlösser

Die Keramische Werkstatt am Bauhaus, auch als Bauhaus-Töpferei bezeichnet, bestand von 1919 bis 1925 in Dornburg als ausgelagerte Werkstatt des Staatlichen Bauhauses in Weimar.

## Geschichte
Walter Gropius als Direktor des 1919 gegründeten Bauhauses beauftragte den Bildhauer Gerhard Marcks mit der Einrichtung einer keramischen Werkstatt, um Bauhausschüler auszubilden. Die erste Werkstatt bestand sehr provisorisch nur kurze Zeit in einer Weimarer Ofenfabrik und wurde 1920 ins rund 30 km entfernte Dornburg ausgelagert. Dies beruhte auf Kontakten zum dortigen Töpfermeister Max Krehan, der zur Zusammenarbeit mit dem Bauhaus bereit war. Die Werkstatt mit zunächst fünf Studierenden war im Marstall nahe dem Dornburger Rokokoschloss untergebracht. Werkmeister war Max Krehan und Formmeister Gerhard Marcks. 1923 wurde die Werkstatt in eine Lehrlings-Werkstatt zur Ausbildung und in eine Versuchs- und Produktivwerkstatt aufgeteilt. Letztere entsprach der Forderung von Walter Gropius, Prototypen für die industrielle Herstellung zu entwickeln. Daraufhin entwarfen die Gesellen Otto Lindig und Theodor Bogler ein Gießverfahren für Keramik, mit dem die Mokka-Maschine von Theodor Bogler und seine nach dem Baukastenprinzip zusammengefügte Kombinationsteekanne entstanden. Zu den ersten Industriewaren der keramischen Werkstatt gehörten die bei der Bauhausausstellung von 1923 in der Küche des Musterhaus Am Horn gezeigten Bogler-Vorratsdosen.

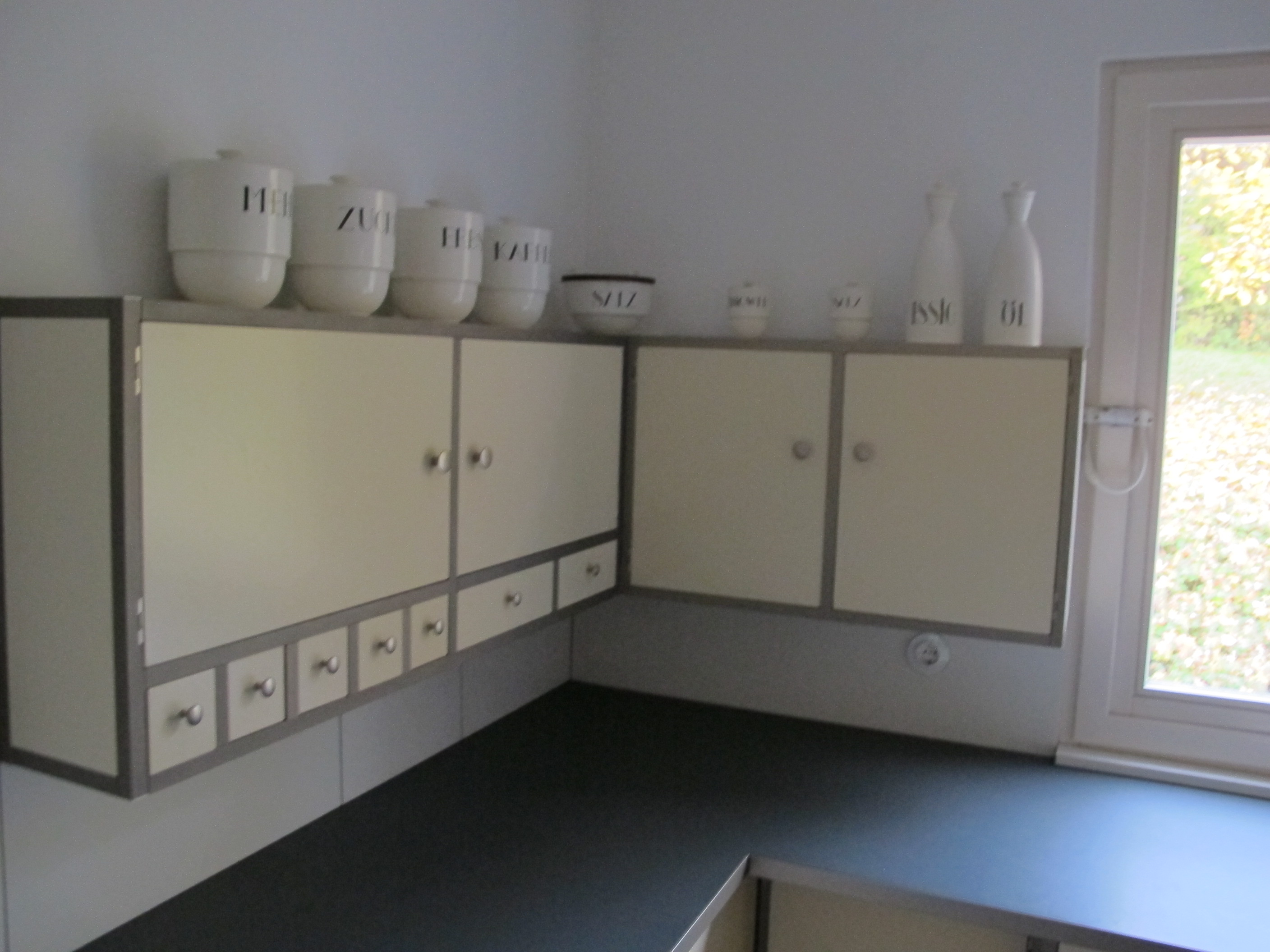
Küchenzeile mit Bogler-Vorratsdosen im Musterhaus Am Horn in Weimar

Die Werkstatt präsentierte ihre Produkte auf Messen in Frankfurt am Main und Leipzig. 1924 war sie auf der Berliner Werkbund-Ausstellung Die Form vertreten. Obwohl die Werkstatt Kontakte zu Steingut- und Porzellan-Fabriken suchte, zeigte die keramische Industrie zunächst wenig Interesse an den eigenwilligen Keramikformen des Bauhauses. Erst später wurden Entwürfe von Friedlaender in der Königlichen Porzellan-Manufaktur Berlin, von Bogler und Burri in den Steingutfabriken Velten-Vordamm und von Lindig in der Staatlichen Majolika Manufaktur Karlsruhe in Serie produziert.
Als das Bauhaus 1925 von Weimar nach Dessau umzog, wurde dort keine Töpferei mehr eingerichtet. Die in Dornburg ausgebildeten Keramiker gründeten eigene Werkstätten oder arbeiteten mit der keramischen Industrie zusammen. Die Dornburger Werkstatt wurde zunächst der Staatlichen Bauhochschule in Weimar angegliedert und von Otto Lindig geleitet, nach der Schließung der Bauhochschule führte Lindig die Töpferei ab 1930 als Pächter selbständig weiter. Nach dem Zweiten Weltkrieg verließ er Dornburg, um an der Hochschule für bildende Künste Hamburg eine Lehrtätigkeit aufzunehmen.
1949 übernahm das Ehepaar Gerda und Heiner-Hans Körting die Werkstatt, in der nach der Trennung des Paars dann auch Körtings zweite Ehefrau Elisabeth Körting und später der Sohn Ulrich Körting (* 1956) als Keramiker arbeiteten. Dabei entwickelte sich die „Dornburger Eule“ als Keramikfigur mit Drehkopf zu einem Markenartikel der Töpferei.

## Bekannte Schüler und Mitarbeiter
Während der Zugehörigkeit der Werkstatt zum Weimarer Bauhaus 1919–1925:
- Werner Burri
- Thoma Grote
- Margarete Heymann
- Marguerite Friedlaender
- Frans Wildenhain
- Lydia Driesch-Foucar
- Johannes Driesch

Unter der späteren Leitung durch Otto Lindig nach 1925:
- Liebfriede Bernstiel
- Egon Bregger
- Walburga Külz
- Johannes Leßmann